# Хант, Диллон
Диллон Хант (родился 23 февраля 1995 года в Такапуна) — новозеландский регбист, выступавший на позиции фланкера. Известен по играм за «Хайлендерс» и «Блюз» в Супер Регби.

## Карьера

### Клубная
Уроженец Такапуны (к северу от Окленда). Учился в средней школе Уэстлейк в пригороде Форрест-Хилл (Окленд), играл в регби за команду школы. После окончания школы Диллон перебрался на Южный остров, поступив в университет Отаго и начав изучать геоматику и зоологию по программе бакалавриата. Параллельно учёбе он играл за университетскую команду в региональном чемпионате.
В 2013 году Хант начал играть за второй и молодёжный составы университетской команды, постепенно продвигаясь по лестнице и дойдя через год до статуса игрока основной университетской команды. Благодаря выступлению за университетскую команду он заставил обратить на себя внимание команды региона Отаго в канун начала чемпионата новозеландских провинций 2015 года. Однако из-за травм он сыграл всего дважды в первом сезоне и трижды во втором сезоне.
В 2017 году Хант стал игроком клуба «Хайлендерс» из Супер Регби, который приобрёл его в связи с травмами игроков третьей линии нападения (выбыли из строя Шейн Кристи, Джеймс Ленчес и Дэн Прайор). 11 марта того же года он дебютировал в матче с «Блюз». В первом сезоне он сыграл 11 матчей, выйдя в 10 в основном составе, и закрепил за собой 7-й номер и позицию правого фланкера.
В 2018 году Хант перешёл в команду провинции Норт-Харбор, в которой родился. Чтобы быть ближе к семье, он перешёл из «Хайлендерс» в «Блюз», заключив с клубом контракт на два года, начиная с сезона 2021, однако в сезоне Супер Регби 2021 не вышел ни разу на поле из-за последствий нескольких перенесённых сотрясений мозга. В ноябре того же года Хант принял решение завершить игровую карьеру по состоянию здоровья.

### В сборной
В 2015 году Диллон Хант выступал за сборную Новой Зеландии U-20 на чемпионате Океании. В 2017 году он был приглашён в клуб «Барбарианс» для подготовки к матчу против Новой Зеландии 4 ноября (поражение 22:31). 14 ноября того же года он сыграл за сборную Новой Зеландии в неофициальном матче против второй сборной Франции (France XV), завершившемся победой новозеландцев со счётом 28:23. А 3 ноября 2018 года Хант сыграл первый и единственный тест-матч против Японии за сборную Новой Зеландии, завершившийся победой новозеландцев со счётом 69:31 (вышел на замену под номером 19).